# 下王家遗址
下王家遗址，位于中国甘肃省东乡族自治县，为一个省级文物保护单位，类型为古遗址。
下王家遗址的历史年代为旧石器时代。